# Jan Bussell
Jan Bussell, geboren als John Garrett Bussell (Oxford, 20 juli 1909 - Exeter (Devon), 1984/85), was een Engels speler, maker en schrijver voor het poppentheater, televisieproducent, -regisseur en scriptschrijver.

## Levensloop
In de jaren dertig startte hij met zijn vrouw Ann Hogarth een reizend poppentheater met de naam The Hogarth Puppets. Het theater had rond 500 marionetten. Daarnaast was hij tv-producent aan het begin van het televisietijdperk. In de jaren dertig introduceerde hij het poppenspel voor televisie.
Tijdens de Tweede Wereldoorlog diende hij voor de Royal Navy. Na afloop van de oorlog keerde hij terug bij de BBC.
In deze tijd kwam hij met een van zijn meest geliefde geesteskinderen, Muffin the Mule. Deze ezel was al rond 1933 op zijn initiatief gemaakt door Fred Tickner. Op televisie verscheen Muffin voor het eerst in een televisieserie van Annette Mills in 1946. De serie werd tot 1953 nog niet veel bekeken. Daarna echter tot en met de laatste uitzendingen in 1957 was het programma een groot succes. Verder schreef en regisseerde hij programma's en speelde hij enkele keren ook zelf mee.
Naast het televisiewerk bleef hij met zijn vrouw en hun poppentheater avondvullende programma's maken in de belangrijkste theaters van het Verenigd Koninkrijk, en ook theaters in andere landen van Europa, in India, Indonesië, Zuid-Afrika, Oceanië en Noord-Amerika.
Hij schreef een aantal boeken over het poppentheater. Van 1969 tot 1976 was hij voorzitter van de internationale poppenvereniging Union Internationale de la Marionnette (UNIMA).

## Filmografie

### Acteur
- 1938: The Hogarth Puppet Grotesques (korte tv-film)
- 1939: As the Story Goes (korte tv-film)
- 1946: For the Children (tv-serie)

### Regisseur
- 1938: Master Peter's Puppet Show (tv-film met poppentheater)
- 1946: Muffin the Mule (tv-serie)
- 1948: R.U.R. (tv-film)

### Scriptschrijver
- 1938: The Hogarth Puppet Grotesques (korte tv-film)
- 1938: So Much to Do (korte tv-film)
- 1946: Sea Fever (tv-film)
- 1948: R.U.R. (tv-film)

### Producent
- 1936: Picture Page (tv-serie)
- 1937: Behind the Beyond (tv-film)
- 1937: A Fool and His Money (korte tv-film)
- 1937: The Jar (tv-film)
- 1937: Three Epic Dramas (tv-film)
- 1937: Vice Versa (tv-film)
- 1937: The Ghost Train (korte tv-film)
- 1938: The Billiard Room Mystery (tv-film)
- 1938: Pyramus and Thisbe (tv-film)
- 1938: R.U.R. (korte tv-film)
- 1938: Rosencrantz and Guildenstern (tv-film)
- 1938: The Seventh Man (tv-film)
- 1938: So Much to Do (korte tv-film)
- 1938: A Hundred Years Old (tv-film)
- 1938: Who Killed Cock Robin? (tv-film)
- 1938: The Romantic Young Lady (tv-film)
- 1938: Fruits of Remembrance (tv-film)
- 1938: Cast Up by the Sea (tv-film)
- 1938: Not According to Schedule (korte tv-film)
- 1938: Gallows Glorious (tv-film)
- 1938: Cornelius (tv-film)
- 1938: Moonshine (korte tv-film)
- 1939: Six Gentlemen in a Row (korte tv-film)
- 1939: A Voice Said 'Good Night' (korte tv-film)
- 1939: Condemned to Be Shot (korte tv-film)
- 1939: Five at the George (tv-film)
- 1939: The Great Adventure (tv-film)
- 1939: An Expert in Crime (tv-film)
- 1939: The Rising Sun (tv-film)
- 1946: Sea Fever (tv-film)
- 1946: Thunder Rock (tv-film)
- 1948: R.U.R. (tv-film)